# Гласник пољопривредних стручњака НРС
Гласник пољопривредних стручњака НР Србије је часопис Друштва пољопривредних стручњака Народне Републике Србије. Часопис је излазио у периоду од 1951. до 1953. године у Београду.

## О Часопису
Први број часописа је изашао маја 1951. године, а последњи број је изашао фебруара 1953. године. Поднаслов од броја 5/6 (1952) је Орган Друштва пољопривредних инжењера и техничара НР Србије . Власник и издавач од бр. 5/6 (1952) је Друштво пољопривредних инжењера и техничара Народне Републике Србије. Часопис је излазио месечно.

### Теме
Теме које се обрађују у часопису односе се на рад и главне задатке пољопривредног стручњака, такође се обрађују и питања награђивања. Заступљене су и теме везана за зрнаста ђубрива, виноградарство и новотарство.

## Уредници
Од броја 1 (1951), па до броја 4 (1952), уредник је био Будимир Раденковић, а од броја 5/6 (1952), уредник је био Миодраг Миливојевић.

## Штампарија
Часопис је штампан у Штампарији Домова слепих и глувих у Земуну.